# Monceaux (Adelsgeschlecht)
Monceaux war eine Adelsdynastie im französischen Mittelalter; Ahnherr der Familie ist Bodon von Monceaux. Die Familie erwarb die Grafschaften Nevers, Auxerre und Vendôme.

## Herkunft
Bodons ältester Sohn, Landry von Monceaux, heiratete Mathilde, eine Tochter des Pfalzgrafen Otto Wilhelm von Burgund, die Nevers und Auxerre mit in die Ehe brachte.
Ein jüngerer Sohn, Bodon, heiratete die Erbin der Grafschaft Vendôme, ein dritter, Robert, die Erbin von Sablé.

## Stammliste
1. Bodo, Herr von Monceaux
  1. Landry († 1028), 1026–1028 Graf von Nevers und Graf von Auxerre; ⚭ Mathilde, Tochter des Pfalzgrafen Otto Wilhelm von Burgund,
    1. Odo I. (Eudes) (* um 995; † 1032), 1028–1032 Graf von Nevers und Auxerre
      1. Fulko (Foulques) (* 1011; † 1066), 1032–1066 Graf von Nevers und Auxerre

    2. Rainald I. (Renaud) (* um 1000; † um 1040), 1016–1040 Graf von Auxerre, 1028–1040 Graf von Nevers; ⚭ Adelheid von Frankreich, Gräfin von Auxerre
      1. Wilhelm I. (Guillaume) (* 1029; † 1083), 1066–1083 Graf von Nevers und Auxerre; ⚭ Ermengarde von Tonnerre
        1. Rainald II. (* um 1055; † um 1097), 1083–1097 Graf von Auxerre und Nevers; ⚭ I Agnes von Beaugency; ⚭ II Ida-Raimunde von Forez
          1. Wilhelm II. (* um 1083; † 1147), 1097–1147 Graf von Auxerre und Nevers, Sohn der Agnes von Beaugency; ⚭ Adelheid
            1. Wilhelm III. (* um 1110; † 1161), 1147–1161 Graf von Auxerre und Nevers; ⚭ Ida von Sponheim
              1. Wilhelm IV. († 1168), 1161–1168 Graf von Auxerre und Nevers; ⚭ Eleonore von Vermandois, (Kapetinger)
              2. Guido († 1175), 1168–1175 Graf von Auxerre und Nevers; ⚭ Mahaut von Burgund
                1. Wilhelm V. († 1181), 1176–1181 Graf von Auxerre und Nevers
                2. Agnes I. († 1192), 1181–1192 Gräfin von Auxerre, Tonnerre und Nevers; ⚭ Peter II. von Courtenay, (Kapetinger)

              3. Rainald († 5. August 1191 bei der Belagerung von Akkon), Herr von Decize
              4. Adele (1161/92 bezeugt); ⚭ Rainald IV., Graf von Joigny (Haus Joigny)

          2. Rainald (X 1148), Graf von Tonnerre

        2. Wilhelm (Guillaume) († nach 1099), Graf von Tonnerre
          1. Lucie, ⚭ mit Aymon II. Vaire-Vache, Herr von Bourbon

      2. Robert le Bourguignon († nach 1098), nach 1053–1067 Herr von Craon, 1068 Herr von Sablé; ⚭ Avoie, genannt Blanche du Maine († vor 1070), Tochter von Geoffroy, Enkelin von Raoul III., Vizegraf von Maine
        1. Renaud († 1101), Herr von Craon; ⚭ Enoguen (Agnès), Herrin von Craon († nach 1078), Tochter von Robert de Vitré und Berthe de Craon (Haus Vitré) – Nachkommen siehe Haus Craon
        2. Robert, genannt Vestrol (1067–1110 bezeugt); ⚭ Hersende, Herrin von La Suze, Erbtochter von Herbert de la Suze
          1. Lisiard, 1110 Herr von Sablé und La Suze
            1. Robert (1128–1152 bezeugt)
              1. Robert († wohl 1195), Herr von Sablé, La Suze und Briollay, 1191 Großmeister des Templerordens
                1. Marguerite († 1238); ⚭ Guillaume des Roches, Herr von Sablé, 1207 Herr von Parthenay († 1222)
                2. Geoffroi († 1200), Herr von Cornillé-les-Caves
                3. Philippe; ⚭ Geoffroi Marteau

      3. Guy, Herr von Nouâtre, Regent von Vendôme

    3. Bodo von Nevers († 1023), Graf von Vendôme; ⚭ Adele von Vendôme-Anjou, Tochter des Grafen Fulko III. der Schwarze ( Foulques III. Nerra ), (Erstes Haus Anjou)
      1. Burchard II. der Kahle (Bouchard le Chauve) († 1028), Graf von Vendôme
      2. Fulko das Gänschen (Foulques l’Oison) († 1066), Graf von Vendôme; ⚭ Petronilla
        1. Burchard III. der Junge (Bouchard le Jeune) († 1085), Graf von Vendôme
        2. Euphrosyne, Gräfin von Vendôme; ⚭ Gottfried III. (Geoffroy) Herr von Preuilly, (Haus Preuilly)